# Lise Darly
Lise Darly (Nizza, 27 dicembre 1981) è una cantante francese.
Ha partecipato all'Eurovision Song Contest 2005 come rappresentante del Principato di Monaco presentando il brano Tout de moi.

## Biografia
Lise Darly inizia a cantare a 14 anni e partecipa nel 1999 al Graine de star Tour, vincendo il primo premio.
Nel 2001 viene inclusa nell'orchestra di Jean-Claude Lauran e cante come corista di Dave e Jeane Manson. L'anno successivo e fino al 2005 canta nell'orchestra Baie des Anges.
Rappresenta Monaco all'Eurovision Song Contest 2005 a Kiev in Ucraina con la canzone "Tout de moi" scritta e composta da Phil Bosco, dove però si classifica al penultimo posto della semifinale del 19 maggio. Il brano, pubblicato poi come singolo, ricevette poi il Prix Marcel Bezençon e il Premio della Stampa.
Dalla fine del 2005 alla fine del 2007, prese parte del tour mondiale del gruppo Goldsingers e, dalla fine del 2007, è parte del gruppo The Angel's
Nel luglio 2009 è uscito il suo primo album "Si j'avais su" (Se l'avessi saputo), scritto con Markus Wagner, Steven Stewart e Rick Allison è uscito nel luglio 2009, da cui furono estratti i singoli "Quand nos cœurs s'attachent" (Quando i nostri cuori sono attaccati) e "À des années de toi" (Per anni lei) pubblicati nel 2008.
Nel 2012, Lise partecipa al cast della prima stagione del programma televisivo The Voice trasmesso da TF1, giungendo in finale. A seguito di questa esperienza, registra un secondo album con Sorel.
Nel settembre 2013, partecipa a The Shooting Star e al primo episodio della quarta stagione di Profiling trasmessa da TF1.
Nel maggio 2014 esce il suo singolo "Je suis cet autre".

## Discografia
Album
- 2009 - "Si j'avais su"

Singoli
- 2005 - Tout de moi
- 2008 - Quand nos cœurs s'attachent
- 2008 - À des années de toi
- 2014 - Je suis cet autre